# Điện Capitol bang Nebraska
Điện Capitol bang Nebraska hay Tòa nhà Quốc hội bang Nebraska (tiếng Anh: Nebraska State Capitol) là trụ sở chính phủ của tiểu bang Nebraska, Hoa Kỳ. Nó toạ lạc ở trung tâm của thành phố Lincoln. Được thiết kế bởi kiến trúc sư New York Bertram Grosvenor Goodhue vào năm 1920, nó được xây dựng bằng đá vôi Indiana từ năm 1922 đến năm 1932. Toà nhà có các văn phòng hành pháp và tư pháp chính của Nebraska và là trụ sở của Nghị viện Nebraska—cơ quan lập pháp tiểu bang đơn viện duy nhất ở Hoa Kỳ.
Tòa tháp cao 400 foot (120 m) của Điện Capitol bang Nebraska có thể được nhìn thấy cách xa 20 dặm (32 km). Đây là toà nhà hành chính tiểu bang đầu tiên ở Mỹ kết hợp một tòa tháp chức năng vào thiết kế của nó. Goodhue tuyên bố rằng "Nebraska là một tiểu bang bằng phẳng và toà nhà hành chính của nó phải có một số hiệu ứng về độ cao hoặc đèn hiệu." Năm 1976, Cục Công viên Quốc gia Hoa Kỳ đã công nhận toà nhà là Di tích Lịch sử Quốc gia, và vào năm 1997, Cục Công viên Quốc gia Hoa Kỳ đã mở rộng di tích này để nó bao gồm luôn cả khuôn viên toà nhà, mà Ernst H. Herminghaus đã thiết kế vào năm 1932.